# Battaglia del Solent
La battaglia del Solent ebbe luogo il 18 e 19 luglio 1545 nel quadro delle Guerre Italiane del Rinascimento e fu combattuta dalle flotte di Francesco I di Francia ed Enrico VIII d'Inghilterra, nel Solent, il canale a sud della costa inglese, fra l'Hampshire e l'Isola di Wight. Lo scontro non fu conclusivo ed è per lo più memorabile solo per l'inusitato affondamento della caracca inglese Mary Rose.
Nel 1545, Re Francesco I di Francia lanciò una invasione del suolo inglese con circa 30 000 soldati e 200 navi. Contro questa armata — più imponente numericamente della Invincibile Armada successiva di quarantatré anni — gli Inglesi opposero 80 navi e circa 12 000 soldati.
Tuttavia la spedizione francese iniziò sotto il peggiore degli auspici, la nave ammiraglia Carraquon affondò infatti il 6 luglio 1545 per un incendio accidentale mentre era ancorata lungo le rive della Senna. L'Ammiraglio Claude d'Annebault designò al ruolo di nave ammiraglia il vascello La Maitresse appena varata. Dopo essere salpati i francesi attraversarono il Canale della Manica e raggiunsero le acque del Solent, sbarcando successivamente sull'Isola di Wight e lungo le coste del Sussex. Tuttavia le forze d'invasione francesi sbarcate sull'isola vennero respinte e ricacciate in mare da una forza composta da milizia locale nella Battaglia di Bonchurch.
Il 18 luglio 1545 gli inglesi lasciarono Portsmouth ed ingaggiarono le navi francesi. La Maitresse fu sul punto di essere affondata a causa dei seri danni subiti ma, sebbene l'ammiraglio d'Annebault venisse costretto a cambiare nuovamente nave ammiraglia, la nave scampò all'affondamento.
Durante la notte del 18 luglio Re Enrico cenò a bordo della Henri Grâce à Dieu, la nave ammiraglia dell'Ammiraglio inglese John Dudley.
Il giorno seguente fu calmo e i francesi impiegarono i loro galeoni contro l'immobile naviglio inglese. Verso sera una brezza improvvisa investì la Mary Rose, ammiraglia del Vice Ammiraglio Sir George Carew, sul luogo dell'azione ed essa si capovolse e affondò causando la perdita di tutti gli uomini dell'equipaggio tranne 35. Si è ipotizzato che la sua ciurma indisciplinata avesse trascurato di chiudere i sabordi inferiori dopo che essi erano stati spalancati per consentire all'artiglieria di colpire il nemico, cosicché quando essa sbandò per via della brezza improvvisa e imbarcò acqua rovesciandosi. I francesi credettero che l'affondamento fosse stato merito loro.
Le truppe francesi di terra non fecero progressi e così tornarono in Francia in agosto.